# Antti Siirala

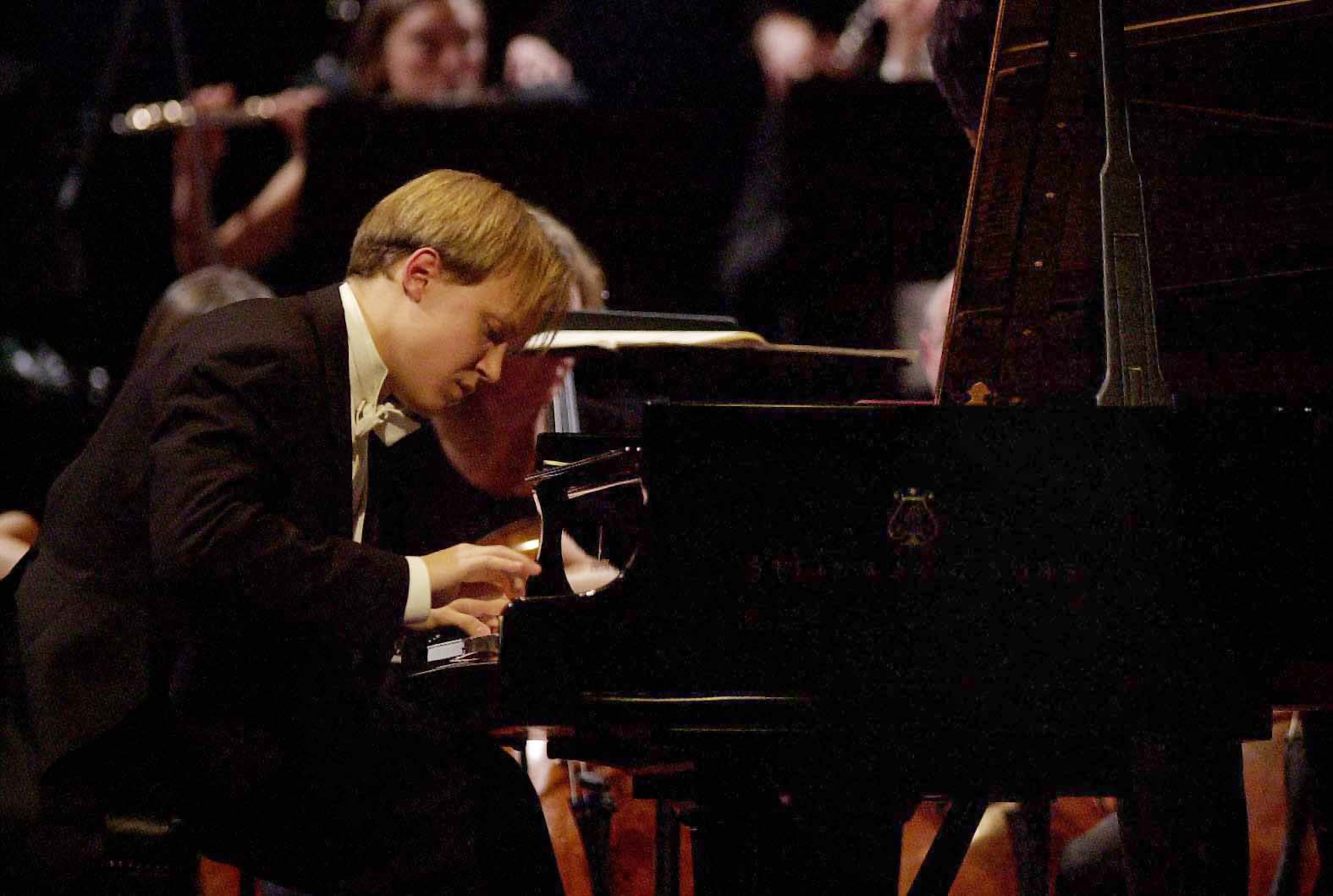
Antti Siirala.

Antti Aleksi Siirala, född 16 maj 1979 i Helsingfors, är en finländsk pianist. 
Siirala har studerat vid Sibelius-Akademin för bland andra Hui-Ying Liu-Tawaststjerna och Matti Raekallio och blev musikmagister 2003. Efter tävlingsframgångar i Finland segrade han i Beethoventävlingen i Wien 1997, The World Piano Competition i London 2000 samt pianotävlingarna i Leeds 2003 och Dublin 2003. Han har uppträtt med recitaler i Europa, Asien och USA och som orkestersolist samarbetat med dirigenter som Paavo Berglund, Sakari Oramo, Esa-Pekka Salonen, Jukka-Pekka Saraste och Osmo Vänskä. Kärnan i hans repertoar är verk ur den tyska klassicismen och romantiken, särskilt Ludwig van Beethoven, men även samtida pianokompositioner.

## Käällor
- Fabian Dahlström: Siirala, Antti i Uppslagsverket Finland (webbupplaga, 2012). CC-BY-SA 4.0